# Фудзита, Эми (певица)
Эми Фудзита (яп. 藤田恵美 Фудзита Эми, род. 15 мая 1963 года) — японская певица. Дебютировала как певица вместе со своим мужем Рюдзи в совместной группе «Le Couple». Их первый альбом вышел в 1994 году. Эми представила свой первый альбом в 2001 году. Серия её дисков «Сamomile» — каверы популярных западных песен.

## Альбомы
- «Camomile» (2001)
- «Camomile Blend» (2003)
- «Rembrandt Sky» (2005)
- «Camomile Classics» (2006)
- «Camomile Best Audio» (2007)
- «Lullaby of Camomile Concert 2008 HK Special Version LPCD45» (2008)

## Синглы
- «Rainbow Bridge» (2007/5/16)